# Établissement public foncier de Nouvelle-Aquitaine
 (février 2020).
 (août 2023).
Il peut être nécessaire de l'améliorer pour respecter le principe de neutralité de point de vue. Veuillez consulter la page de discussion pour plus de détails.

L’établissement public foncier de Nouvelle-Aquitaine (EPFNA) est un opérateur public de l'État au service des collectivités pour accompagner leurs projets de développement territorial. Expert de la question foncière, il met à disposition son ingénierie et ses outils d'intervention pour prendre en charge le volet foncier des opérations d'aménagement.
L'EPFNA est régi par le décret n° 2008-645 en date du 30 juin 2008, modifié par le décret n° 2017-837 du 5 mai 2017.
Il est placé sous la tutelle du ministère de la Transition écologique et de la Cohésion des territoires, ainsi que du ministère de l’Économie, et soumis au contrôle budgétaire.
Il est l'un des 12 établissements publics fonciers d'État.

## Intervention
Créé en 2008 à l'échelle de l'ancienne région Poitou-Charentes, il a été étendu à 10 départements de Nouvelle-Aquitaine : la Charente, la Charente-Maritime, la Creuse, la Corrèze, la Dordogne, les Deux-Sèvres, la Gironde, la Haute-Vienne, la Vienne et le Lot-et-Garonne (hormis les communes de l'agglomération d'Agen).
Son intervention permet de mobiliser du foncier, bâti ou non, pour la réalisation des projets de collectivités, conformément à l'article 321-1 du Code de l'urbanisme, dans l'objectif de favoriser l'accès au logement, en soutenant particulièrement la production de logement social, redynamiser les centralités urbaines, maintenir l'emploi dans les territoires dans un objectif de cohésion des territoires, reconvertir les friches (artisanales, industrielles, résidentielles, etc. et prévenir les risques naturels ou technologiques.
L'établissement public foncier de Nouvelle-Aquitaine (EPFNA) intervient dans le cadre de conventions d'intervention foncière signées avec les communes et les EPCI, qui lui délèguent, le cas échéant, le droit de préemption sur certaines parties du territoire communal. La signature de cette convention doit être approuvée par les instances de l'EPFNA et de la collectivité. Les projets qu'il accompagne doivent s'inscrire dans les objectifs de développement durable et d'aménagement du territoire fixés par le ministère de la Cohésion des territoires.  
Ces objectifs sont traduits par le Programme pluriannuel d'intervention (PPI) de l'EPFNA, adopté en 2022, qui fixe pour cinq années ses modalités d'intervention en application des orientations stratégiques de l'État. 

## Gouvernance
L’EPF de Nouvelle-Aquitaine s’appuie sur une gouvernance partagée entre l’État et les collectivités. Les compétences du conseil d’administration de l’EPF de Nouvelle-Aquitaine détermine les orientations stratégiques de l’Établissement, approuve le budget, fixe le montant de la taxe spéciale d’équipement (TSE), valide le compte financier, et approuve les conventions d’intervention en appui des collectivités. Le conseil d’administration est composé de 59 administrateurs.